# Люк Говард
Люк Говард (англ. Luke Howard; нар. 28 листопада 1772 — пом. 21 березня 1864) — британський хімік-виробник та метеоролог-аматор, який цікавився наукою. Його постійним внеском у науку є система номенклатури хмар, яку він запропонував у презентації 1802 року Аскесіанському товариству. Через це Говарда називають «Хрещеним батьком хмар» і «батьком метеорології».  Член Лондонського Королівського Товариства.

## Особисте життя
Люк Говард-молодший народився 28 листопада 1772 р. у Лондоні у виробника жерстяних пластин Роберта Говарда (1738—1812) та Елізабет, уродженої Літхем (1742—1816). Говард відвідував гімназію квакерів у місті Берфорд, Оксфордшир, де завуч був відомий своїм бичуванням учнів, що повільно навчаються. У 1796 році Говард одружився з Маріабеллою Еліот. У них народилося двоє синів — Роберт Говард та Джон Еліот Говард, котрі, зрештою, мали взяти на себе справу хімічного виробництва свого батька. Їхня дочка Елізабет вийшла заміж за Джона Годжкіна, адвоката.
Хоча був квакером, він покинув Товариство в 1825 р. після суперечки щодо апокрифічних текстів. Більший розрив з Квакерством (його члени, відомі як Beaconites, є послідовниками Ісаака Крюдсона «Beacon to the Society of Friends») призвів до остаточної відставки Говарда від Товариства в 1836 році. Згодом Говард був охрещений Братами Плімута в 1837 році Крюдсоном.
Говард помер 21 березня 1864 року в Брюс-Гроуві, Тоттенем, і похований на гірці Вінчмор в Енфілді, на півночі Лондона.

## Кар'єра
Люк Говард за фахом став фармацевтом. Після навчання в аптекаря в Стокпорті, Чешир, він працював в аптеці в Бішопсгейті, перш ніж створити власну аптеку на Фліт-стріт. У 1798 році він розпочав співпрацю з колегою-квакером Вільямом Алленом для створення фармацевтичної компанії Аллена та Говарда. Говард керував фабрикою товариства, побудованою на болотах у Плейстові, на схід від Лондона. Партнерство було припинено в 1807 році, і Говард перемістив свою діяльність в Стретфорд, Східний Лондон. Незабаром ця фабрика стала успішною компанією з промислових хімікатів та фармацевтичних препаратів, згодом, у 1856 році, відомою як Говардс та Сини.
Говард був обраний членом Королівського товариства в 1821 році. Він провів роки 1824—1852 в Акворті, Йоркшир.

## Наукова робота

### Передумови
Люка Говарда називають «батьком метеорології» за його всебічні записи погоди в районі Лондона з 1801 по 1841 рік та його праці, які трансформували науку метеорології.  Говард раніше цікавився ботанікою, представляючи статтю «Звіт про мікроскопічне дослідження декількох видів пилку, …», яка була опублікована в «Транзакціях Ліннейського товариства» за 1802 рік і написано Гете що його пристрастю була метеорологія.

### Про модифікацію хмар
Наприкінці двадцятих років Люк Говард написав « Нарис модифікації хмар», який був опублікований у 1803 р.  Система Говарда була схожа на нещодавно популяризовану систему класифікації Ліннея, розроблену таксономістом Карлом фон Ліннеєм. Говард назвав три основні категорії хмар — купчасті, шарові та перисті, а також низку проміжних та складних модифікацій, таких як циростратус та циркумулюм, для того, щоб врахувати переходи, що відбуваються між формами. Система класифікації Говарда застосовувала нещодавно популярні ліннівські принципи природознавчої класифікації. Застосовуючи ці принципи до таких короткочасних явищ, як хмари, Говард дійшов елегантного вирішення проблеми іменування перехідних форм у природі.
У своєму « Нарисі 1803» Говард включив докладні хмарні малюнки для доповнення до письмових описів своїх класифікацій. Малюнки хмар були власними Говардом, взяті з суворих нотаток та акварельних ескізів у етюднику Говарда. Однак пейзажі робив живописець Едвард Кенніон, оскільки Говард не мав офіційної художньої підготовки. Гравюри, зроблені Томасом Мілтоном для публікації есе Говарда, дещо змінили зображення хмар.

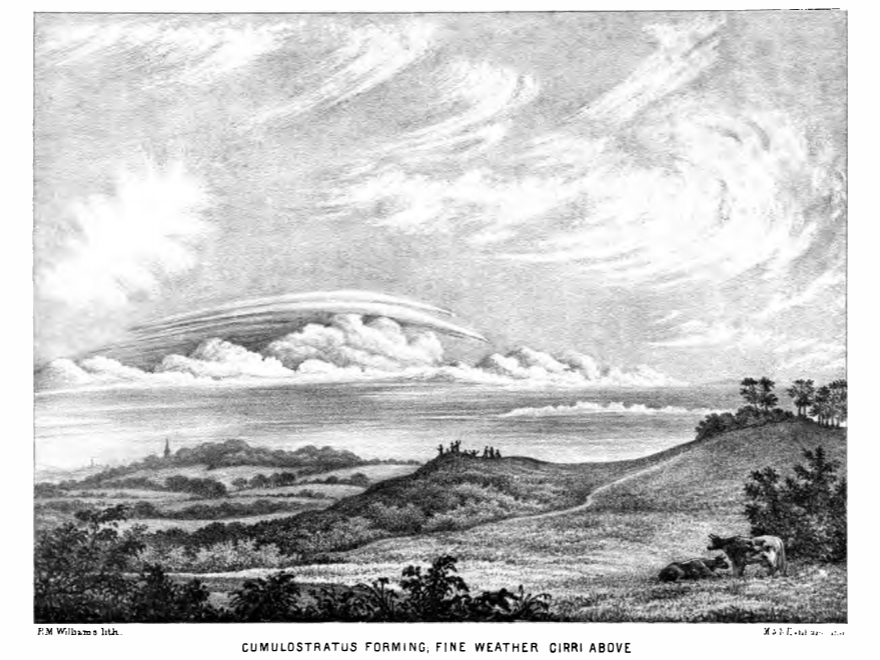
Зображення купчастої хмари, включене в книгу Говарда «Про модифікацію хмар»

Говард також наголошував на важливості хмар у метеорології.
Говард твердо вірив, що «утворення та руйнування хмар є видимими ознаками атмосферних процесів і базуються на законах фізики». Говард називав утворення хмар «нубіфікацією» — терміном, який ніколи не популяризувався. Говард володів такими самими елементарними знаннями фізики хмар, як і багато інших дослідників того часу, зокрема його близький друг і хімік Джон Дальтон. Деякі з цих знань були загалом правильними, наприклад, переконання Говарда та Далтона, що хмари — це утворення частинок води, що повільна швидкість опускання частинок обумовлена опором повітря і що вони випаровуються прямо під основою хмари. Однак Говард дотримувався деяких неправильних переконань щодо фізики хмар. В першу чергу Говард віддавав електриці занадто велику роль у формуванні хмар. Знання Говарда про фізику хмар частково сформували його мотиви для створення системи класифікації.

### Інші системи класифікації хмар
Говард не був першим, хто зробив спробу класифікації хмар — біолог Жан-Батіст Ламарк (1744—1829) запропонував перелік описових термінів французькою мовою того ж року, коли Говард представив своє есе, що містить п'ять термінів, чотири з яких перекриваються системою Говарда. Як відомо, вони не мали жодних контактів: Ламарк працював самостійно у Франції, а Говард працював самостійно в Англії. Незважаючи на те, що була представлена в тому ж році, система Говарда швидко набула популярності і стала набагато ширшою, ніж система Ламарка. Вважається, що успіх системи Говарда зумовлений використанням Говардом універсальної латиниці, системою класифікації Ліннея та його акцентом на мінливість хмар. Однак система Ламарка використовувала французькі терміни і зупинила свій вибір на описових термінах, на відміну від класифікаційної системи, такої як Лінней. Есе Ламарка, що пропонував його систему, не містило жодних фотографій і було опубліковане в незрозумілому академічному журналі. Крім того, Наполеон публічно засудив метеорологічні роботи Ламарка, і система Ламарка ніколи не була добре відома в його власній країні. 

### Пізніша метеорологічна робота
На додаток до своєї основної роботи над хмарами, Говард надав численні статті з інших метеорологічних тем. Він також був піонером у вивченні міського клімату, опублікувавши найдавнішу наукову книгу з міської кліматології «Клімат Лондона» в 1818–20, книгу на 700 сторінок, що включає постійні щоденні спостереження за напрямком вітру, атмосферним тиском, максимальною температурою та опадами;  він також зруйнував теорію дощу Джеймса Гаттона, хоча і не запропонувавши остаточної альтернативи.  У ньому Говард вперше відзначив ефект міського теплового острова, показавши, що температури в Лондоні, порівняно з тими, що одночасно вимірювались в навколишній сільській місцевості, становили 3,7° F (2.1° C) вночі тепліше, а вдень прохолодніше, і щоб пояснити концентрацію смогу (який він назвав «міським туманом»). Для «Циклопедії» Різа він писав статті про метеорологію, але назви невідомі.
Люк Говард також опублікував перший підручник з метеорології в 1837 р. « Сім лекцій з метеорології» . У п'яту лекцію Говард включив ту саму схему класифікації, яку він запропонував у 1802 році, трохи змінивши свої описи. Говард ще раз зазначає важливість хмарних досліджень для метеорології у вступі до своєї роботи, стверджуючи, що хмари є «предметами теорії могил і практичних досліджень … яким слід керувати при їх виробництві, призупиненні та руйнуванні шляхом .. . фіксовані закони».

## Спадщина
Класифікація хмар Говарда пізніше була прийнята Ральфом Аберкромбі та Гюго Хільдебрандом Хільдебрандссоном, які далі розвивали та популяризували систему, викладену Говардом. Аберкромбі зазначав у статті про іменування хмар, що для квакера Говарда «будь-яке ім'я, пов'язане з язичницькою міфологією, було особливо неприємним». Хмарна класифікація Говарда мала великий вплив як на мистецтво, так і на науку. Його оригінальний нарис « Про зміну хмар» був перекладений німецькою та французькою мовами в 1815 році. Це дозволило німецькому письменнику та вченому Гете отримати доступ до тексту. Гете був захоплений системою Говарда, і згодом він написав серію віршів на знак подяки.
Гете також писав Говарду (через одного з англійських друзів), вимагаючи автобіографії та процесу Говарда при розробці його системи класифікації. Гете також намагався замовити німецького художника Каспара Давида Фрідріха для хмарних досліджень на основі системи Говарда, але Фрідріх відмовився. Однак Фрідріх розпочав серію хмарних досліджень пізніше того ж року. Система класифікації Говарда, поряд із інтересом Гете, призвели до великого художнього інтересу до хмар. Подейкують, що робота Говарда надихнула на вірш Шеллі «Хмара» та повідомила про картини Джона Констебля та дослідження неба  на додаток до творів та мистецтва Джона Раскіна, який використовував хмарну класифікацію Говарда у своїй критиці пейзажних картин у сучасних художниках. 

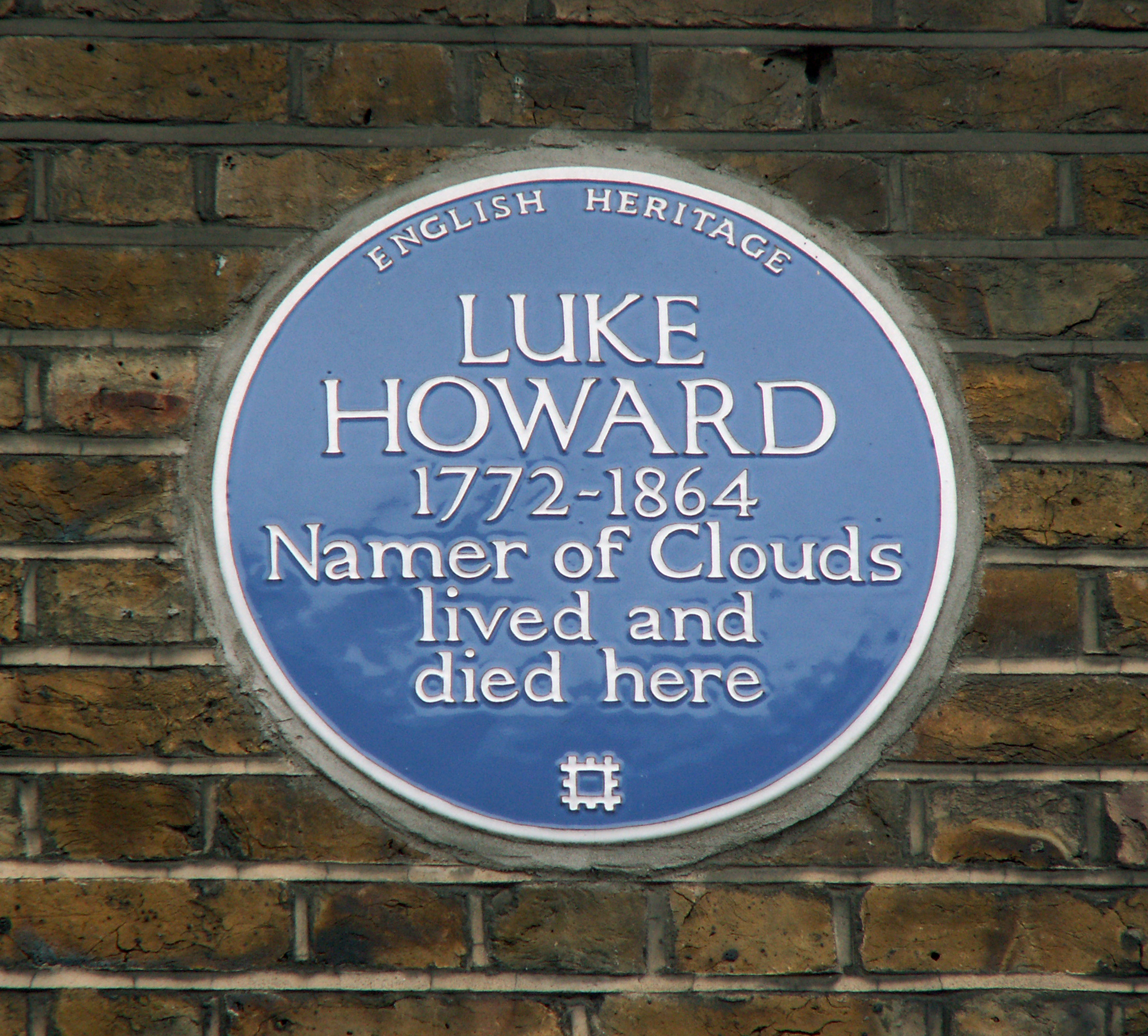
Блакитна табличка English Heritage — 7 Брюс-Гай, Тоттенем, Лондон

Говард з'являється в романі французького письменника Стефана Одегі під назвою «La théorie des nuages», лауреат Prix de l'Académie[джерело?].  Опубліковано в США в 2007 році як Теорія хмар.
Блакитна табличка англійської спадщини присвячена Говарду в Брюс-Гроуві, 7, Тоттенем (будинок, в якому він помер у віці 91 року), просто говорить про його славу як «Namer of Clouds». Говард брав активну участь у розвитку будинку релігійних зборів у Тоттенемомі зі своїм сином Джоном Еліотом Говардом. Спочатку відомий як Будинок зустрічей на Брук-стріт, зараз це каплиця Брук-стріт, знайдена на Тоттенем-Хай-роуд.
Хоча фабрика Говарда знаходилась у Плейстові, він проживав у The River House, 3, Blaker Road, Стратфорд. Спостереження Говарда за мінливим видом на небо, коли він подорожував між своїм будинком та фабрикою, полегшили його запис та категоризацію хмар та інші спостереження за природою. Містобудівна згода на перепланування цього об'єкту була подана у 2015 році.
Його дочка Рейчел заснувала школу в місті Акворт, Західний Йоркшир, де також знаходиться могильник братів Плімута.
У 2018 році клуб футбольного клубу Тоттенгем, який знаходиться неподалік від його будинку в Брюс-Гроуві, назвав оглядові майданчики на честь його хмарних імен у верхній частині східної та західної трибун нового стадіону. Вони, з панорамним видом на висоту і через Лондон, були названі «Stratus East» і «Stratus West» на знак визнання Говардом класифікацій хмарних утворень.